# Капална (Салаж)
Капална (рум. Căpâlna) насеље је у Румунији у округу Салаж у општини Галгау. Oпштина се налази на надморској висини од 237 m.

## Становништво
Према подацима из 2002. године у насељу је живело 381 становника, од којих су сви румунске националности.